# Stephania capitata
Stephania capitata là một loài thực vật có hoa trong họ Biển bức cát. Loài này được (Blume) Spreng. miêu tả khoa học đầu tiên năm 1827.